# Fraccionamiento Xana
Fraccionamiento Xana är en ort i Mexiko.   Den ligger i kommunen Veracruz och delstaten Veracruz, i den sydöstra delen av landet, 300 km öster om huvudstaden Mexico City. Fraccionamiento Xana ligger 19 meter över havet och antalet invånare är 782.
Terrängen runt Fraccionamiento Xana är platt, och sluttar österut. Runt Fraccionamiento Xana är det mycket tätbefolkat, med 1 221 invånare per kvadratkilometer. Närmaste större samhälle är Veracruz, 4,5 km nordost om Fraccionamiento Xana. Runt Fraccionamiento Xana är det i huvudsak tätbebyggt.